# Mockbuster
Un mockbuster (uneori numit și knockbuster) este un film, de multe ori realizat cu un buget redus, creat cu intenția aparentă de a beneficia de publicitatea unui film important cu un buget mare și cu un titlu similar sau o temă similară. Deseori, aceste filme sunt create pentru a fi lansate direct-pe-video, în același timp când filmul major ajunge în cinematografe sau pe piețele de desfacere. Desi termenii sunt adesea folosiți alternativ, mockbuster-ul implică o parodie a premisei filmului original, în timp ce knockbuster-ul implică o utilizare mai mare a unui film de succes, de același gen. Un exemplu de film este Transmorphers creat pe baza denumirii și subiectului filmului major Transformers.